# Ectropis nigerrima
Ectropis nigerrima là một loài bướm đêm trong họ Geometridae.